# Symplocos pycnantha
Symplocos pycnantha är en tvåhjärtbladig växtart som beskrevs av William Botting Hemsley. Symplocos pycnantha ingår i släktet Symplocos och familjen Symplocaceae. Inga underarter finns listade i Catalogue of Life.